# Stanovništvo Eritreje
Stanovništvo Eritreje prema popisu stanovništva 2006., ima 5.023.513 stanovnika.

## Dobna struktura
(2008.)
- 0-14 godina: 42,9% (1.085.116 muškaraca / 1.072.262 žena)
- 15 - 64 godina: 53,5% (1.332.349 muškaraca / 1.355.494 žena)
- više od 65 godina: 3,6% (88.068 muškaraca /95.186 žena)

## Koeficijent plodnosti
Godine 2008. iznosio je 4,84.

## Etnički sastav
U Eritreji živi 9 etničkih skupina: Tigre (48%), Tigre (narod) (35%), Afari (4%), Kunama (3%), Saho (3%), Bilen (2%), Hedareb (2%), Nara (2%) i Rashaida (1%).

## Religija
U Eritreji su prevladavaju dvije religije; kršćanstvo i islam. Procjenjuje se da je 62,5% kršćana (uglavnom pravoslavaca i puno manje katolika), dok je oko 36,5% stanovništva sunitskih muslimana. Kršćani su uglavnom eritrejski pravoslavni tevahedo kršćani, koji su vjernici mjesne Istočne pravoslavne Crkve, dok katolici pripadaju eritrejskog katoličkoj Crkvi. Protestanti i druge kršćanske denominacije su također zastupljene, ali u vrlo malom broju. Većina muslimana su suniti.

## Jezik
Tigrinja jezik i arapski se najviše govore i službeni su jezici, a engleski se naširoko govori i službeno se koristi u osnovnim i srednjim školama.